# Херония
Херо́ния (греч. Χαιρώνεια) — деревня в Греции, на месте древнего города Херонеи. Расположена на высоте 130 м над уровнем моря, на правом берегу реки Кифисоса, в 7 км к северо-западу от Левадии и в 96 км к северо-западу от Афин. Входит в общину (дим) Левадия в периферийной единице Беотия в периферии Центральная Греция. Население — 556 человек по переписи 2011 года. Площадь — 26,995 км².
До сентября 1916 года называлась Копрена или Капрена (Κόπραινα ή Κάπραινα).
Через деревню проходит национальная дорога 3 Фивы — Левадия — Ламия.

## История
Область Херонии населена с доисторических времён. Древний город Херонея (др.-греч. Χαιρώνεια) находился на холме Баломенос.
Впервые упоминается как Арна (Άρνη) Гомером в «Списке кораблей» в «Илиаде»: «Арн, виноградом обильный». По преданию город Арна был основан Аполлоном. Названа по имени Арны, дочери Эола. Расположен был на скалистом берегу между рекой Кифисосом и горой Турионом (Фурием, Турием, Θουρίον). Позже переименован в Херонею по имени Херона, сына Аполлона.
До конца V века до н. э. находился в зависимости от Орхомена, позднее попал под власть Фив. После 424 года до н. э. добился независимости. Достиг богатства и процветания в IV веке до н. э., когда чеканил собственную медную и серебряную монету (с надписью «ΧΑΙ» или «ΧΑΙΡΩΝΕ»). Славился производством ароматных масел.
Возле Херонеи произошло несколько важных для истории Древней Греции сражений. В 338 году до н. э. произошла битва при Херонее, в ходе которой македонский царь Филипп II разбил объединённую армию греческих городов-государств. Над могилой фиванцев, павших в битве, был поставлен мраморный памятник — сидящий лев, сохранившийся до нашего времени. 
В 86 году до н. э. произошла битва при Херонее, в ходе которого римский консул Сулла разгромил Архелая, полководца понтийского царя Митридата VI.
Родина древнегреческого философа Плутарха. В римский период был свободным городом. В 551 году город был разрушен землетрясением.
В 4 километрах к западу, на месте современной деревни Айос-Власиос находился древний город Панопея.
В 1879 году проводились раскопки на месте могилы фиванцев, в 1902—1904 годах под руководством Георгиоса Сотириадиса на холме Баломенос. Мраморный лев высотой 5,5 метра был обнаружен в 1818 году в виде нескольких кусков. Восстановлен и установлен на постамент высотой 3 метра.
На горе над Херонией находится акрополь древнего города, сохранились стены эллинистического периода. Ниже акрополя в скале вырублены сидения театра. В Херонии находится археологический музей. Развалины города являются туристическим объектом.

## Население
Динамика численности населения, чел.

## Галерея
- Театр Херонеи
- Мраморный лев на месте битвы при Херонее 338 года до н. э.
- Бюст Плутарха в Херонии